# کنام

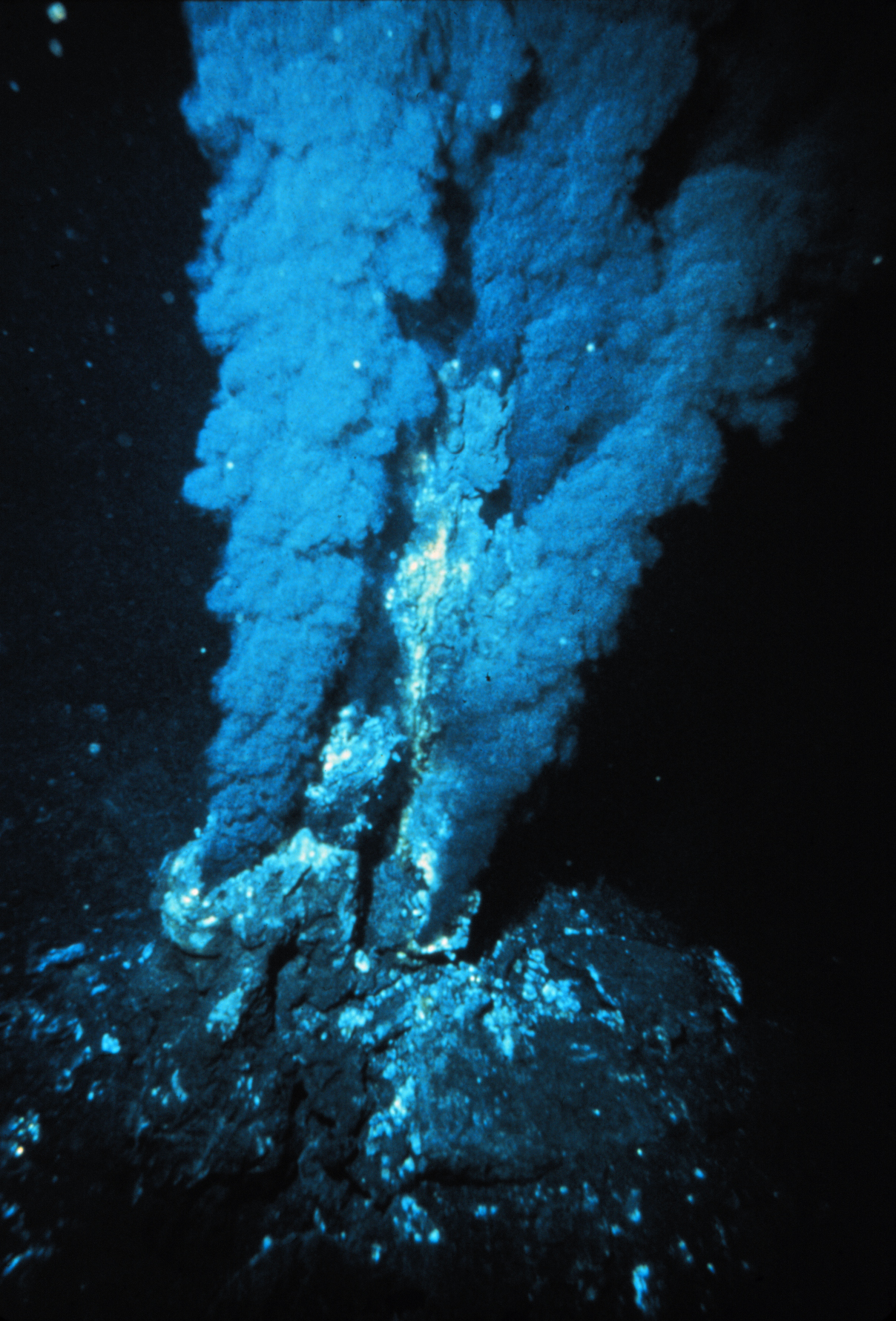
یک دریچه گرم‌آبی در محیط غیرمعمول خود، کنام زیست‌محیطی ایجاد کرده است.

کنام یا آشیان یا پردازه (به انگلیسی: niche یا ecological niche) در علم بوم‌شناسی مطابقت یک گونه با شرایط محیطی خاص برای ایفای نقش عملکردی خود در اکوسیستم است. به طور مثال، دلفین به طور واقعی، می‌تواند با تغییر مکان زندگی خود، همچنان خود را با اکوسیستم وفق دهد؛ به شرطی که در هماهنگ‌سازی خود با گونه‌های اکوسیستم جدید موفق باشد. در حقیقت، کنام یک گونه، به همه راه‌های ارتباطی آن گونه با زیستگاه گفته می‌شود و با مفهوم زیستگاه متفاوت است. کنام جانداران، توضیح دهنده چگونگی تقسیم منابع اکوسیستم میان آن‌ها و چگونگی پاسخ جاندار، به این تقسیم منابع است.
کنام جانداران به دو صورت بیان می‌شود: کنام بالقوه (بنیادی) به کنامی گفته می‌شود که در میان تمام افراد یک گونه مشترک است و کنام بالفعل (واقعی) به کنامی گفته می‌شود که به افراد خاصی از همان گونه تعلق دارد. به طور مثال، کنام همه دلفین‌ها در زیستگاه آب است (کنام بنیادی) اما در میان افراد این گونه، زیستگاه‌های متفاوتی در شکل‌گیری کنام آن افراد وجود دارند (کنام واقعی).